# Johann Heinrich Friedrich von Cocceji
Johann Heinrich Friedrich von Cocceji (* 1725; † nach 1799) war ein preußischer Diplomat, Oberst und königlicher Generaladjutant.

## Leben

### Herkunft und Familie
Johann Heinrich Friedrich von Cocceji war Angehöriger der freiherrlichen Adelsfamilie Cocceji. Seine Eltern waren der preußische Kammergerichtspräsident und Großkanzler, Samuel von Cocceji (1679–1755) und die Generalstochter Johanna Charlotte von Beschefer († nach 3. Mai 1765).
Der preußische Oberregierungspräsident von Glogau, Karl Ludwig von Cocceji (1724–1808) und der polnische Generalmajor und Gesandte Carl Friedrich Ernst von Cocceji (1728–1780), waren seine Brüder, der preußische General der Kavallerie Dubislav Friedrich von Platen (1714–1787) sein Schwager, Gräfin Barbara Campanini (1721–1799) seine Schwägerin.

### Militärlaufbahn
Cocceji soll bereits am 15. September 1733 an der Brandenburgischen Universität Frankfurt gemeinsam mit seinem Bruder Carl Friedrich Ernst von Cocceji immatrikuliert gewesen sein.
Danach hat er die militärische Laufbahn eingeschlagen und ist die Armee eingetreten. 1756 stand er im Rang eines Leutnants beim Regiment von Hacke. Er avancierte späterhin bis in den Rang eines Obersts und wurde Generaladjutant des Königs.
Im Februar 1764 wurde er als preußischer Gesandter an den schwedischen Hof versetzt, wo er bis Oktober 1770 blieb. 1774 war er an der Grenzregulierung im Netzedistrikt beteiligt.
Wegen der pommerschen Familiengüter hatte er nach mütterlichem Testament 1765 Wusseken und Lase erhalten, war dann 1780 gemeinsam mit seinen Geschwistern bzw. Neffen und Nichten, seinem jüngeren Bruder zumindest zu den Gütern Kleist und Repkow im Kreis Fürstenthum als Lehnsherr gefolgt.
1785 hielt er sich in Liebenberg auf. 1799 lebte er noch sehr zurückgezogen. Sein Todesdatum ist nicht bekannt.